# Wspólnota administracyjna Hausach
Wspólnota administracyjna Hausach – wspólnota administracyjna (niem. Vereinbarte Verwaltungsgemeinschaft) w Niemczech, w kraju związkowym Badenia-Wirtembergia, w rejencji Fryburg, w regionie Südlicher Oberrhein, w powiecie Ortenau. Siedziba wspólnoty znajduje się w mieście Hausach, przewodniczącym jej jest Manfred Wörhle.
Wspólnota administracyjna zrzesza jedno miasto i jedną gminę wiejską:
- Gutach (Schwarzwaldbahn), 2 223 mieszkańców, 31,74 km²
- Hausach, miasto, 5 847 mieszkańców, 36,07 km²